# 保健車
保健車（ほけんしゃ）とは、鉄道事業者が僻地で働いている職員の巡回健康診断のために保有する事業用鉄道車両の一種である。車内には診察室・待合室・レントゲン室などが設けられていた。
日本の国鉄における車両記号は他の事業用車と同じ「ヤ」。鉄道病院の医師らが乗り込み、主に北海道・東北などの人口稀薄で職員が国鉄施設や医療機関で健康診断を受診するのが困難な土地を巡回していた。路線内に僻地がない一般の私鉄ではまず存在し得ない車両で、「いかにも大国鉄らしい車両」と評されている。
国鉄に在籍したものはすべて中古の客車を改造した車両で、国鉄分割民営化直前の1986年に廃車になっておりJR各社には保健車は存在しない。

## 主な保健車

### 過去に存在した国鉄の保健車
客車
- マヤ29形

- 国鉄オヤ33形・スヤ32形 (1・2)客車 (いずれも2代)
- 国鉄スヤ42形客車 (1)[4]
- 国鉄スヤ42形客車 (2～4)
- 国鉄スヤ52形客車[5]
- 国鉄スヤ32形客車 (2代・3)